# Šalgočka
Šalgočka (Hongaars: Salgócska) is een Slowaakse gemeente in de regio Trnava, en maakt deel uit van het district Galanta.
Šalgočka telt 459 inwoners.